# Irans herrlandslag i landhockey
Irans herrlandslag i landhockey representerar Iran i landhockey på herrsidan, och administreras av Iran Hockey Federation.

## Mästerskap

### Olympiska spel
- 1908 - 2024 – deltog inte

### Världsmästerskap
- 1971 - 2023 – deltog inte

### Asiatiska spelen
- 1958 - 1970 – deltog inte
- 1974 – 6:e plats[2]
- 1978 - 2022 – deltog inte

### Hockey Asia Cup[3]
- 1982 – deltog inte
- 1985 – 10:e plats
- 1989 - 1999 – deltog inte
- 2003 – kvalade inte
- 2007 - 2017 – deltog inte
- 2022 – kvalade inte[4]
- 2025 – deltog inte